# Arouca (Trinidad y Tobago)
Arouca es una localidad de Trinidad y Tobago, que forma parte de la región de Tunapuna-Piarco.

## Toponimia
La localidad también es conocida por el nombre de Arouca-St. Clair Gardens.

## Geografía
La localidad abarca parte de la isla Trinidad y limita al norte con Surrey Village, al sur con Oropuna Village-Piarco, al este con La Resource, La Florisante, D'Abadie, Bon Air Development y Red Hill y al oeste con Five Rivers, Bon Air West Development, Kandahar, Cane Farm y Dinsley-Trincity.

## Demografía
Datos demográficos de la localidad de Arouca:
| Gráfica de evolución demográfica de Arouca entre 2000 y 2011 |
|                                                              |